# Risiko-Rendite-Paradoxon
Das Risiko-Rendite-Paradoxon (englisch risk-return paradox) ist in der Wirtschaft ein Postulat über den Zusammenhang zwischen den beiden ökonomischen Größen Finanzrisiko und Rendite. Dabei wird eine negative Korrelation unterstellt, wodurch das Risiko-Rendite-Paradoxon im Widerspruch zu der klassischen Kapitalmarkttheorie steht.

## Begründer
Das Risiko-Rendite-Paradoxon wurde 1980 von Edward H. Bowman postuliert, der als Professor am MIT Sloan School of Management in Cambridge (Massachusetts) tätig war. Während seiner beruflichen Laufbahn beschäftigte er sich vorwiegend mit Forschungsgebieten wie der betrieblichen Entscheidungsfindung, Unternehmensstrategien, Corporate Social Responsibility und der Real-Options-Theorie.

## Theoretische Grundlagen

### Theoretische Einordnung
Das Risiko-Rendite-Paradoxon steht im Gegensatz zur bisher etablierten klassischen Kapitalmarkttheorie. Seine Aussagen beziehen sich auf das Risikomanagement und Risikocontrolling in Unternehmen.

### Begriffsklärung
Der Begriff des Risikos wird dabei von Bowman selbst als „(…) concept that captures the uncertainty, or more precisely, the probability distribution associated with the outcome of resource commitments“ definiert – d. h. ein Konzept bezüglich der Unsicherheit, bzw. der mit dem Ressourceneinsatz verbundene Wahrscheinlichkeitsverteilung. Risiko ist in der Praxis ex ante relevant, also vor der Entscheidung über den Ressourceneinsatz, kann aber mit verschiedenen Instrumenten erst ex post, also nach der Entscheidung, gemessen werden. Dies geschieht beispielsweise mit Risikomaßen wie der Varianz oder Standardabweichung von Erfolgsmaßen, z. B. der Eigenkapitalrendite.
Das Risiko-Rendite-Paradoxon bezieht sich dabei nicht nur auf ein spezielles Risiko, sondern auf alle potenziellen Unternehmensrisiken. Als Renditemaß legt Bowman den häufig verwendeten Return on Equity (RoE) fest. Dieser ergibt sich aus dem Gewinn nach Steuern dividiert durch das Eigenkapital.

## Risiko-Rendite-Paradoxon

### Bisherige Annahmen
Die bisherigen Annahmen bezüglich der Beziehung zwischen finanziellem Risiko und der Rendite beliefen sich auf Folgende: Ein typischer Manager ist eher risikoavers. Somit benötigt ein riskanteres Investment eine höhere erwartete Rendite, damit es durchgeführt und das damit verbundene Risiko in Kauf genommen wird. Risiko und Rendite sind demnach positiv korreliert: Je mehr Risiko eingegangen wird, desto höher ist die erwartete Rendite (die Rendite „ex ante“).
Bowman stellt diese Annahme einer positiven Korrelation infrage. Seiner empirischen Untersuchung liegt die Hypothese zugrunde, dass höheres Risiko nicht mit höheren Renditen verbunden ist, sondern vielmehr mit niedrigeren Renditen im Zusammenhang steht. In diesem Widerspruch liegt das sogenannte Risiko-Rendite-Paradoxon.

### Empirische Studien von Bowman
Um diese Hypothese empirisch zu überprüfen, wurden die Durchschnittsrendite eines Unternehmens und dessen Profit Variability, also dessen Gewinnschwankungen, untersucht. Der Betrachtungszeitraum umfasste fünf Jahre (1972–1976). Anhand dieser Größen wurden den Unternehmen Ränge zugeteilt und anschließend der Median gebildet. Die entstandenen Werte wurden im Folgenden für jede untersuchte Branche in eine 2x2-Kontingenztafel eingeordnet.
Die einzige Branche, die dabei Bowmans Vorüberlegungen widersprach, war die Metall- und Bergbau-Branche. Hier zeigte sich eine positive Beziehung zwischen Risiko und Rendite. In allen anderen untersuchten Branchen (bspw. Verpackungs-, Bankenbranche) war jedoch zu erkennen, dass – wie Bowman angenommen hat – eine negative Korrelation zwischen Risiko und Return in den einzelnen Branchen besteht.
Nach dieser Vorstudie wurden die bisher erzielten Ergebnisse in einer weiteren, größer angelegten empirischen Untersuchung überprüft. Hierfür wurden über einen Zeitraum von neun Jahren, 1968 bis 1976, 1.572 verschiedene Unternehmen aus 85 Branchen untersucht. Dabei ergab sich, dass die Hypothese einer negativen Risiko-Rendite-Beziehung von 56 Branchen unterstützt und von 21 widerlegt wurde. Bei acht Branchen konnte keine eindeutige Aussage getroffen werden. Somit wird Bowmans Hypothese bis hierhin von beiden Studien größtenteils belegt.
Anschließend wurden die Werte von circa 300 Unternehmen aus neun verschiedenen Branchen aggregiert und ebenfalls in der 2-Felder-Matrix dargestellt. Hierbei war allerdings keinerlei Korrelation zwischen Risiko und Rendite/Return ersichtlich, weder positiv noch negativ.
Festzuhalten ist demnach, dass den Ergebnissen von Bowman zufolge innerhalb einer Branche zumeist eine signifikante negative Risiko-Rendite-Korrelation vorliegt. Dies widerlegte somit einige bis dato bestehende Erkenntnisse. Werden mehrere Branchen aggregiert betrachtet, ist allerdings keine Korrelation zwischen dem Risiko und der Rendite mehr erkennbar.
Anzumerken ist jedoch außerdem, dass das Paradoxon nicht in einem perfekten Markt auftreten würde.

### Erklärungsversuche der Ergebnisse
Bowman erklärt diese Ergebnisse dadurch, dass durch kompetentes Management innerhalb einer Branche höhere Renditen zu niedrigeren Schwankungen erzielt werden können. Andere Erklärungsansätze liegen in der Risikoeinstellung der Manager – diese könnten risikofreudig statt, wie davor angenommen, risikoavers sein – sowie in der vom Unternehmen gewählten Strategie. So kann es bspw. sein, dass ein Unternehmen von einer früher implementierten Strategie profitiert und so höhere Gewinne bei gleichzeitig verhältnismäßig niedrigen Schwankungen erzielt. Hierzu können beispielsweise ein bereits bestehender Kundenstamm, eine hohe Reputation eines Produktes oder des ganzen Unternehmens oder hohe Mitarbeitertreue zählen. Zudem weisen profitablere Unternehmen häufig eine größere Diversifikation als weniger profitable Unternehmen auf, wodurch ebenfalls eine Risikosenkung erzielt werden kann.

### Maßnahmen zur Eliminierung des Paradoxons
Eliminiert werden kann die von Bowman erörterte Anomalie beispielsweise, indem die Wertpapiere der entsprechenden Unternehmen anders gepreist werden. So sollten laut Bowman Wertpapiere vergleichsweise höher bepreist werden, sofern sie von Unternehmen mit niedrigem Risiko und hohen Profiten stammen. Im Zuge dessen wird der Profit des Wertpapierkäufers gemindert und das von Bowman beschriebene Paradoxon eliminiert.

## Erklärungsansätze für das Risiko-Rendite-Paradoxon

### Prospect-Theorie
Einen theoretischen Bezugsrahmen des Risiko-Rendite-Paradoxons stellt die Prospect-Theorie von Daniel Kahneman und Amos Tversky (1979) dar. Sie modifiziert die normative Erwartungsnutzen-Theorie. Die Entscheidung des Individuums erfolgt zu Gunsten der Alternative hinsichtlich ihrer Aussichten (Prospekte). Die Prospect-Theorie gliedert die Entscheidungsbildung in zwei Phasen. In der ersten Phase werden die Alternativen dargestellt und analysiert (Editierphase). Anschließend folgt die Bewertung der zur Auswahl stehenden Alternativen (Evaluationsphase). Die Editierphase kann durch sechs mentale Phänomene beschrieben werden.
1. Coding: Ergebnisse der Entscheidungen werden nicht in absoluten Zahlen betrachtet, sondern als Gewinne (Abweichung nach oben) und Verluste (Abweichung nach unten) hinsichtlich eines Referenzpunktes (Nullpunkt).
2. Combination: Vereinfachung der Entscheidungsfindung durch Addition der Alternativen mit gleichem Ergebnis.
3. Segregation: Herausrechnen der sicheren Komponente. (Bsp.: Gewinn von 500 Euro mit einer Wahrscheinlichkeit von 70 % und Gewinn von 300 mit einer Wahrscheinlichkeit von 30 % ergibt einen sicheren Gewinn i.H.v. 300 Euro.)
4. Cancellation: Alternativen mit gleichen Komponenten werden nicht berücksichtigt.
5. Simplification: „Unrunde“ Wahrscheinlichkeiten werden mental auf- oder abgerundet. Aus Vereinfachungsgründen werden extrem unwahrscheinliche Ergebnisse ausgeschlossen.
6. Eliminierung streng dominierter Alternativen.

#### Verlauf der Bewertungsfunktion
Jeder Auszahlung wird ein Wert zugeordnet, welcher den subjektiven Nutzen der Auszahlung für den Entscheidungsträger widerspiegelt. Die Auszahlungsergebnisse werden dabei als Abweichung (v) von einem vorher festgelegten Referenzpunkt (Koordinatenursprung) betrachtet. Die Abszisse bildet Gewinn/Verluste (objektiver Wert) ab, die Ordinate die dazugehörigen subjektiven Werte des Entscheidungsträgers, die er den Gewinnen/Verlusten beimisst. Die Veränderung des Wertes in Bezug auf den Referenzpunkt ist der Träger des Nutzens, nicht die absolute Zahl. Der Referenzpunkt für den Nutzen ist bezugssystemabhängig (Framing). Der Wert der Alternative hängt für den Entscheidungsträger erstens von dem Referenzpunkt und zweitens von der Höhe der Abweichung hinsichtlich des Referenzpunktes ab.
Im Bereich der positiven Prospekte, also Ereignisse mit Gewinnaussicht, verläuft die Kurve der Wertfunktion konkav. Die Wertefunktion der Kurve verläuft im Bereich der negativen Prospekte, Ereignisse mit Verlustaussicht, steiler und konvex.

#### Begründungen
Die Begründung für diese Form liegt in der psychologischen Wahrnehmung des Entscheiders und der Reizgröße. Kahneman und Tversky erklären die Krümmung der Bewertungsfunktion im Gewinnbereich damit, dass die absolute Differenz zwischen den Gewinnen eine umso geringere Bedeutung für den Entscheidungsträger aufweist, je größer der erwartete Gewinn bereits ist. Zum Beispiel: Der Gewinn von 50 auf 100 Euro wird von dem Entscheidungsträger höher bewertet, als wenn ein Gewinn von 2000 Euro auf 2100 Euro steigt. Diese Logik ist auf den Verlustbereich zu übertragen, womit die konvexe Form erklärt wird. Der steilere Verlauf der Bewertungsfunktion im Verlustbereich im Vergleich zum Gewinnbereich lässt sich dadurch erklären, dass der Entscheidungsträger in seinem Entscheidungsverhalten aufgrund der Verlustaversion durch Verluste stärker beeinflusst wird als durch Gewinne. Aus diesem Grund ist die Bewertungsfunktion nicht punktsymmetrisch. Ein Erklärungsansatz für die Verlustaversion ist der Besitztumseffekt (englisch endowment effect), welcher in der Literatur häufig nicht trennscharf von der Status-quo-Verzerrung abgegrenzt wird. Der Besitztumseffekt besagt, dass Gegenstände, welche sich bereits im eigenen Besitz befinden einen höheren Wert beimessen, d. h. die Wertschätzung eines Objektes hängt von den Besitzverhältnissen ab.

#### Kombination von Wert- und Gewichtungsfunktion
Zur Bewertung der Alternativen wird ein subjektiver Wert ({\displaystyle V}) eines Prospektes bei riskanten Alternativen herangezogen. Der subjektive Wert V eines Prospekts (Wahl zwischen riskanten Alternativen) resultiert aus einem objektiven Wert {\displaystyle x} und einer objektiven Wahrscheinlichkeit {\displaystyle p}, welche durch die subjektive Gewichtung der Prospect-Theorie „verzerrt“ werden.
{\displaystyle V(x,p)=v(x)\cdot \pi (p)}.
Es folgt das vierteilige Risikoverhalten der Prospect-Theorie (fourfold pattern of risk attitudes). Der Entscheidungsträger ist risikoavers im Bereich der Gewinne mit hohen Wahrscheinlichkeiten und der Verluste mit geringer Wahrscheinlichkeit. Hingegen ist er risikogeneigt im Bereich der Gewinne mit kleinen Wahrscheinlichkeiten und der Verluste mit hohen Wahrscheinlichkeiten.
In Bezug auf das Risiko-Rendite-Paradoxon bedeutet dies, das der Referenzpunkt einer Entscheidung durch die relative Renditeposition (häufig Kapital- oder Umsatzrendite der Branche) bestimmt wird.
Der erwarteten Performance (Prospekt) in Bezug auf den Referenzpunkt folgend, bildet sich situativ die Eigenschaft des Entscheidungsträgers (risikoavers, risikofreudig) heraus. Eine Unternehmensperformance oberhalb des Referenzpunktes in Verbindung mit positiven Prospekten (eine Gewinnaussicht) führt laut der Prospect-Theorie zu einem risikoaversen Verhalten des Entscheidungsträgers. Im Gegensatz dazu führen eine Performance unterhalb des Referenzpunktes und negative Prospekte (Verlustaussicht) zu risikofreudigen Verhalten bei dem Entscheidungsträger. Das bedeutet, dass Unternehmen mit einer unterdurchschnittlichen Performance dazu tendieren, höhere Risiken zu akzeptieren. Dieses risikofreudige Verhalten, welches aus einer Verlustaussicht für den Entscheidungsträger resultiert, kann damit begründet werden, dass der Entscheidungsträger durch den höheren Risikoeinsatz versucht, die schlechtere Performance auszugleichen, um Verluste zu vermeiden. Dadurch kann ein negativer Performance (Rendite)-Risiko-Zusammenhang erklärt werden.

### Kontingenzansatz
Der Kontingenzansatz als Erklärungsansatz für das Risiko-Rendite-Verhältnis führt auf unternehmensinterne- und externe Faktoren zurück. Die Organisation einer Unternehmung wird durch interne Koordinationsmechanismen, die Arbeitsteilung sowie durch interne und externe Kontextfaktoren beschrieben. Interne Kontextfaktoren stellen dabei z. B. die Unternehmensgröße oder auch die Diversifikation des Leistungsprogrammes, der geografische Tätigkeitsbereich als auch die eingesetzten Produktionsverfahren dar. Infolge empirischer Studien konnte die Diversifikationsstrategie als erfolgreiche Strategie zur Minderung des Risikos festgestellt werden.

### Verhaltenswissenschaftlicher Ansatz
Typische Vertreter der Verhaltenstheorie der Unternehmung sind Richard Cyert und James March mit ihrer Studie aus dem Jahr 1963. Dabei untersuchen sie die Beziehung zwischen der Unternehmensperformance und der Risikobereitschaft bei der Entscheidungsfindung in Organisationen. Ihre Theorie basiert auf den Grundannahmen von Herbert A. Simon (1945): „Administrative Behavior. A Study of Decision-making Processes in Administrative Organizations“, welcher besagt, dass Wirtschaftssubjekte Entscheidungssituationen nur begrenzt wahrnehmen können. Die begrenzten Informationsaufnahme- und Informationsverarbeitungskapazitäten (bounded rationality) führen aufgrund der Komplexität und der Unsicherheit der Entscheidungsträger dazu, dass ein rationales Handeln in Entscheidungssituationen nicht möglich ist (intendierte Rationalität).
Dies hat Auswirkungen auf die Alternativensuche in einer Entscheidungssituation. Das reale Verhalten bei der Alternativensuche zeigt, dass der Entscheidungsträger die Situation, eine Vielzahl an Wahlmöglichkeiten zur Verfügung zu haben, als lästig empfindet. Aus diesem Grund bezieht der Entscheidungsträger in seine Erwägung nur wenige Alternativen ein, welche der bisherigen Entscheidung sehr nah sind. Der Entscheidungsträger tendiert dazu, das Bewährte beizubehalten. Stellt sich eine zufriedenstellende Lösung ein, welche das Anspruchsniveau befriedigt, wird das Suchverhalten nach anderen Alternativen eingestellt. Das Anspruchsniveau wird gesenkt, wenn es als „zu schwer erscheint“ eine Lösung zu finden. Die Suche nach neuen Lösungen wird erst betrieben, wenn die Sicherung des Anspruchniveaus in Gefahr ist bzw. drängende Probleme existieren.
Das bedeutet in Bezug auf das Risiko-Rendite-Paradoxon von Bowmann, dass sich Entscheidungsträger lieber zufriedengeben als zu optimieren und damit die Grundlage für das Entscheidungsverhalten die Performance des Unternehmens in Bezug auf Referenzpunkte/Referenzmatrix (Anspruchsniveau) für wesentliche Erfolgsreferenzen ist. Ist die Performance des Unternehmens größer als der Referenzpunkt bzw. die Referenzpunkte, handelt der Entscheidungsträger risikoavers. Ist die Performance des Unternehmens hingegen geringer als der Referenzpunkt bzw. die Referenzpunkte, sind sie risikofreudig. Ist die Unternehmensleistung auf dem Level, dass das Unternehmen fortbestehen kann, verhalten sich die Entscheidungsträger ebenfalls risikoavers.

## Aktueller Forschungsstand

### Unterstützende Studien
Der Zusammenhang zwischen Risiko und Rendite wurde in der Forschung von zahlreichen Studien untersucht, die widersprüchliche Ergebnisse aufzeigen. Die untenstehende Tabelle bildet einen Ausschnitt der Forschungsergebnisse ab, die das Paradoxon unterstützen.
| Studienverantwortliche                         | Studiendesign | Operationalisierung von Risiko & Rendite | Korrelation zwischen Risiko & Rendite |
| ---------------------------------------------- | --- | --- | --- |
| Treacy, M. (1980)                              | - empirisch quantitative Untersuchung - 1485 US-Unternehmen - 54 Branchen - Zeitraum: 1966–1975 - Auswertung anhand Rangkorrelation                                                      | - Rendite = ROE - Risiko = Varianz ROE - Referenzpunkt = Median (Rendite)                                                                              | - negativer Zusammenhang unterhalb Median, positiver Zusammenhang oberhalb Median - gültig innerhalb und zwischen Branchen - Unternehmensgröße keine Erklärung für Korrelation: negativer Zusammenhang zwischen Größe und Risiko, kein Zusammenhang zwischen Größe und Rendite |
| Albach, H. (1987)                              | - empirisch quantitative Untersuchung - 295 Industrieaktiengesellschaften - 463 mittelständische Unternehmen - Zeitraum: 1965–1984                                                       | - Rendite = ROE - Risiko = Varianz ROE | - negativer Zusammenhang zwischen Risiko und Rendite - gültig für erfolgreiche und weniger erfolgreiche Unternehmen |
| Fiegenbaum, A./ Thomas, H. (1988)              | - empirisch quantitative Untersuchung - 2322 US-Unternehmen - 47 Branchen - Zeitraum: 1960–1979 - Auswertung anhand Rangkorrelation, Kontingenztafeln                                    | - Rendite = ROE - Risiko = Varianz - Referenzpunkt = Median (ROE)                                                                                      | - negativer Zusammenhang unterhalb Median, positiver Zusammenhang oberhalb Median - gültig innerhalb und zwischen Branchen - quadratischer statt linearer Zusammenhang zwischen Risiko und Rendite |
| Miller, K. D./ Bromiley, P. (1990)             | - empirisch quantitative Untersuchung - 526 Unternehmen (1978–1982), 746 Unternehmen (1983–1987) - Zeitraum: 1978–1982, 1983–1987 - Auswertung anhand Faktorenanalyse, Regressionsmodell | - Rendite = ROE, ROA - Risiko = Einnahme-Risiko, Aktienrendite-Risiko, Strategisches Risiko                                                            | - negativer Zusammenhang zwischen Einnahme-Risiko und strategisches Risiko mit Rendite |
| Wiemann, V./ Mellewigt, T. (1998)              | - empirisch quantitative Untersuchung - 155 deutsche börsennotierte Konzerne - Zeitraum: 1986–1991 - Auswertung anhand Regressionsmodell, Rangkorrelation                                | - Rendite = ROE, ROS - Risiko = Standardabweichung der Renditen - Referenzpunkt = Median (Rendite)                                                     | - negativer Zusammenhang unterhalb Median, positiver Zusammenhang oberhalb Median - gültig unabhängig von Hauptbranche - unternehmensexterne Einflüsse: kein Einfluss von Umweltdynamik auf Risiko - unternehmensinterne Einflüsse: kein Einfluss von Entscheidungsdezentralisierung, Formalisierungsgrad und Funktionszentralisierung auf Risiko, negativer Zusammenhang von Unternehmensgröße und Diversifikation auf Risiko |
| Chou, P. H./ Chou, R. K./ Ko, K. C. (2009)     | - empirisch quantitative Untersuchung - 27.416 US-Unternehmen - 45 Branchen - Zeitraum: 1984–2003 - Auswertung anhand Regressionsmodell                                                  | - Rendite = ROA - Risiko = Standardabweichung der Rendite - Referenzpunkt = Branchen- und Marktmedian (Rendite)                                        | - negativer Zusammenhang unterhalb Median, positiver Zusammenhang oberhalb Median - gültig innerhalb Branchen und auf Marktebene - Erklärungsansatz: Nachweis für Loss Aversion (Prospect-Theorie) |
| Holder, A. D./ Petkevich, A./ Moore, G. (2016) | - empirisch quantitative Untersuchung - 445.821 Unternehmen - Zeitraum: 1969–2013 - Auswertung anhand Regressionsmodell                                                                  | - Rendite = ROE, ROA (jeweils zu Beginn und Ende der Periode) - Risiko = Standardabweichung der jeweiligen Renditen - Referenzpunkt = Median (Rendite) | - negativer Zusammenhang unterhalb Median, positiver Zusammenhang oberhalb Median - Erklärungsansatz: kurzfristige Perspektiven der Manager, Entscheidungspräferenz bezogen auf kurzfristige Unternehmensleistungen statt langfristigem Unternehmenswert |

### Widerlegende Studien
Im Gegensatz zu den oben genannten Untersuchungen gibt es auch einige Studien, die das Paradoxon von Bowman widerlegen bzw. auf statistische Effekte oder Methoden zurückführen. In der untenstehenden Tabelle ist ein Auszug dieser Forschungsergebnisse dargestellt.
| Studienverantwortliche           | Studiendesign | Operationalisierung von Risiko & Rendite                                                                | Korrelation zwischen Risiko & Rendite |
| -------------------------------- | --- | --- | --- |
| Fiegenbaum, A./ Thomas, H (1986) | - empirisch quantitative Untersuchung - 1188 Unternehmen - 198 Branchen - Zeitraum: 1960–1964, 1965–1969, 1970–1974, 1975–1979 - Auswertung: Kontingenztafeln, "Negative Association Ratio" | - Rendite = ROE - Risiko = Varianz der Rendite - Unterscheidung Marktrisiko und buchhalterisches Risiko | - dynamisches Verhalten des Zusammenhangs: zw. 1965–1969 positive Korrelation, zw. 1970–1974 und 1975–1979 negative Korrelation zwischen Risiko und Rendite - Erklärungsansatz: Richtung des Zusammenhangs abhängig von Unsicherheiten/Vorhersageungenauigkeiten der Zeitperioden und Wahl des Risikos (Marktrisiko oder buchhalterisches Risiko)                                                 |
| Perlitz, M./ Löbler, H. (1989)   | - empirisch quantitative Untersuchung - 428 klein- und mittelständische Unternehmen - 14 Branchen - Zeitraum: 1978–1982                                                                     | - Rendite = ROE - Risiko = Varianz der Rendite                                                          | - positiver Zusammenhang von Risiko und Rendite innerhalb 11 der 14 untersuchten Branchen - Erklärungsansatz: bei klein- und mittelständischen Unternehmen zu vernachlässigende Bedeutung von Gewinnglättung |
| Ruefli, T. W. (1990)             | - Konzeptionelle & quantitative Untersuchung - 31 US-Unternehmen (Airlines) - Zeitraum: 1968–1985 - Auswertung: Rangkorrelation nach Spearman                                               | - Rendite = ROA - Risiko = Varianz der Rendite                                                          | - Ablehnung eines „Mean-Variance“-Ansatzes um verallgemeinerbare und verifizierbare Aussagen über den Risiko-Rendite-Zusammenhang zu treffen - Keine Unterscheidung, ob Zusammenhang aus der Bewegung auf einer „Mean-Variance“-Kurve resultiert oder das Ergebnis von Verschiebungen unspezifischer Beziehungen zwischen den Variablen Risiko und Rendite in einer oder mehrerer Subperioden ist |
| Henkel, J. (2000)                | - empirisch quantitative Untersuchung - 1.250 deutsche Unternehmen - Zeitraum: 1988–1997 - Auswertung anhand Regressionsmodell, Korrelationskoeffizient, Rangkorrelation nach Spearman      | - Rendite = ROE - Risiko = Varianz der Rendite                                                          | - negativer Zusammenhang zwischen Risiko und Rendite - Ergebnisse jedoch auf statistische Effekte zurückzuführen: Rendite-Verteilung ist im Durchschnitt schief (nach links verzerrt) |

## Weiterentwicklung des Risiko-Rendite-Paradoxon: Die U-Kurve
Durch eine Studie von Fiegenbaum und Thomas aus dem Jahr 1988 entwickelte sich die Diskussion über die Ausprägung des linearen Zusammenhangs zwischen Risiko und Rendite zu einer neuen Debatte.

### Grundidee
In ihrer Studie unterstellen sie einen quadratischen Zusammenhang zwischen den beiden Größen und gehen dabei von einer U-Kurve aus. Sie postulieren eine negative Korrelation zwischen Risiko und Rendite für Unternehmen, deren Performance unterhalb des Referenzniveaus der Eigenkapitalrendite liegt und eine positive Korrelation der Größen für Unternehmen, die sich oberhalb dieses Niveaus befinden. Diese Überlegungen resultieren aus den Kerngedanken der Prospect-Theorie, die davon ausgeht, dass Entscheidungsträger unterhalb des Referenzpunktes eine risikoaffine und oberhalb dieses Punktes eine risikoaverse Einstellung besitzen. Demzufolge akzeptieren risikoaffine Manager eine niedrigere Rendite hinsichtlich eines höheren Risikos, wohingegen risikoaverse Manager ein höheres Risiko nur dann auf sich nehmen, wenn die Rendite entsprechend hoch ist. Fiegenbaum und Thomas unterstellen zudem, dass der quadratische Zusammenhang sowohl innerhalb als auch außerhalb einer bestimmten Branche auftritt.

### Datenerhebung und Operationalisierung der Größen
Um diese Hypothesen zu überprüfen, analysierten Fiegenbaum und Thomas 2322 amerikanische Unternehmen in 47 Branchen innerhalb eines Zeitraums von 1960 bis 1979. Dabei werden disjunkte Fünfjahresintervalle (1960–1964, 1965–1969, 1970–1974, 1975–1979) sowie Zehnjahresintervalle (1960–1969, 1970–1979) und der gesamte Zeitraum unterschieden.
Die durchschnittliche Eigenkapitalrendite wird als Indikator für die Rendite und die Varianz der Eigenkapitalrendite als Maß für das Risiko verwendet. Das Referenzniveau wird bei den Untersuchungen innerhalb der Branche durch den Branchenmedian der Eigenkapitalrendite operationalisiert, außerhalb der Branche durch den gesamten Stichproben-Median.

### Auswertung
Die Auswertung der erhobenen Daten erfolgt anhand des Spearman-Korrelationkoeffizienten und mittels 2x2-Kontingenztafeln, bei denen die Unternehmen nach zwei Kriterien eingeordnet werden:
1. Ist die Eigenkapitalrendite kleiner oder größer als der Median?
2. Ist die Varianz der Eigenkapitalrendite kleiner oder größer als der Median?

Eine hohe Anzahl an Unternehmen in den zwei Quadranten „hohe RoE und kleine Varianz“ bzw. „kleine RoE und hohe Varianz“ signalisieren einen negativen Zusammenhang zwischen Risiko und Rendite. Demgegenüber lassen eine hohe Anzahl an Unternehmen in den Quadranten „hohe RoE und hohe Varianz“ bzw. „kleine RoE und kleine Varianz“ auf eine positive Korrelation der Größen schließen.

### Ergebnisse
Für Unternehmen unterhalb des Referenzlevels, sowohl innerhalb als auch außerhalb einer bestimmten Branche, konnte für fast jede Branche und jede Zeitspanne eine negative Korrelation zwischen Risiko und Rendite ermittelt werden. Außerdem konnten positive Zusammenhänge zwischen Risiko und Rendite für Unternehmen über dem Referenzlevel festgehalten werden. Das gilt sowohl innerhalb einzelner Branchen als auch branchenübergreifend. Die Studie von Fiegenbaum und Thomas liefert somit eine Erklärung für das Risiko-Rendite-Paradoxon unter Anwendung des Konzeptes der Risikoeinstellung bzw. der Prospect-Theorie. Ihren Ergebnissen zufolge sollte statt eines linearen Zusammenhangs ein u-förmiger Zusammenhang unterstellt werden.